# Virac (Tarn)
Virac is een gemeente in het Franse departement Tarn (regio Occitanie) en telt 211 inwoners (1999). De plaats maakt deel uit van het arrondissement Albi.

## Geografie
De oppervlakte van Virac bedraagt 11,6 km², de bevolkingsdichtheid is 18,2 inwoners per km².
De onderstaande kaart toont de ligging van Virac (Tarn) met de belangrijkste infrastructuur en aangrenzende gemeenten.

## Demografie
Onderstaande figuur toont het verloop van het inwonertal (bron: INSEE-tellingen).